# 张湾镇 (襄阳市)
张湾镇是中国湖北省襄阳市襄州区下辖的一个镇。

## 行政区划
张湾镇下辖金华居委会、红星居委会、西湾居委会、云湾居委会、张湾居委会、洪山头居委会、潘台居委会、刘集居委会、麻棉居委会、楚鹰居委会、航运居委会、机车居委会、商贸城居委会、大桥村、刘湖村、武坡村、肖王营村、马营村、武营村、许营村、魏庄村、朱庄村、黄坡村、郑岗村、田寨村、西岗村、史台村、六两河村。